# Dublin/Pleasanton (BART)
Dublin/Pleasanton es una estación en la línea Dublin/Pleasanton–Daly City del BART, administrada por la Distrito de Transporte Rápido del Área de la Bahía. La estación se encuentra localizada en 5801 Owens Drive en Pleasanton, California. La estación Dublin/Pleasanton fue inaugurada el 10 de mayo de 1997.

## Descripción
La estación Dublin/Pleasanton cuenta con 1 plataforma central y 2 vías.

## Conexiones
La estación es abastecida por las siguientes conexiones de autobuses: 
- Rutas del Amtrak Thruway Motorcoach: Ruta 6^, 34
SMART*: Rutas 160, 167, 171, 174
MAX*: BART Express
Tri-Delta Transit*: Delta Express;
County Connection**: Rutas 35, 36, 97X[2]
WHEELS: Tri-Valley Rapid Archivado el 17 de julio de 2011 en Wayback Machine.; Rutas 1A*, 1B*, 1^^, 3^^, 3V*, 8A**, 8B**, 8^^, 10, 12^^, 12V*, 20X*, 51^^, 53*, 54*, 604***, 70X*